# بدفرد (کنتاکی)
بدفرد (به انگلیسی: Bedford) شهری در ایالت کنتاکی کشور ایالات متحده آمریکا است که جمعیت آن در سرشماری سال ۲۰۱۰ میلادی، ۵۹۹ نفر بوده‌است.